# Wettinia castanea
Wettinia castanea là loài thực vật có hoa thuộc họ Arecaceae. Loài này được H.E.Moore & J.Dransf. miêu tả khoa học đầu tiên năm 1978.